# Carousel (groupe)
Pour les articles homonymes, voir Carousel.
Carousel est un duo Letton composé de Sabīne Žuga et Mārcis Vasiļevskis. Le duo est connu pour être le représentant de la Lettonie au Concours Eurovision de la chanson 2019 avec leur chanson That Night, avec laquelle ils participent lors de la seconde demi-finale à Tel-Aviv mais terminent 15ème avec 50 points, ne se qualifiant donc pas pour la finale.